# Eliëser von Damaskus

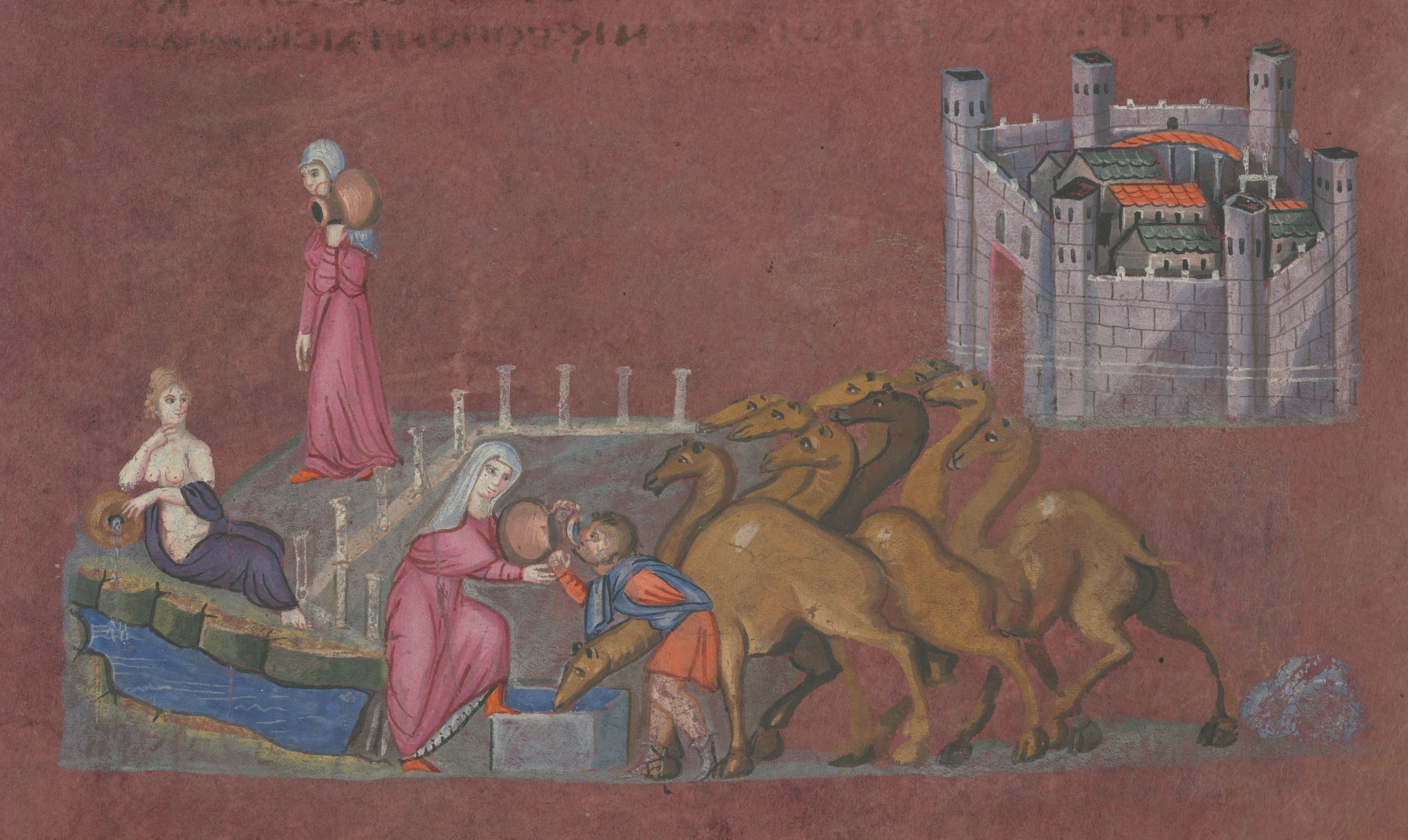
Begegnung von Eliëser und Rebekka am Brunnen (Wiener Genesis, 6. Jahrhundert n. Chr.)

Eliëser von Damaskus ist in der jüdischen und christlichen Auslegungstradition der Name von Abrahams Hausverwalter im biblischen Buch Genesis. Er wird von Abraham nach Mesopotamien entsandt, um eine Braut für seinen Sohn Isaak zu finden. Eliëser gilt als Inbegriff eines loyalen Untergebenen.

## Im Buch Genesis

### Der Name Eliëser von Damaskus
In der Erzählung von der Brautwerbung um Rebekka (Gen 24,1–67 ) wird der Hausverwalter Abrahams nicht namentlich identifiziert. Dieser Name wurde vielmehr aus dem schwierigen Text von Gen 15,2–3  erschlossen. In diesen Versen klagt Abraham darüber, dass er keinen Nachkommen hat, der ihn beerben könnte. Eine sehr wörtliche Übersetzung von Vers 2b wäre: „Und der Sohn von mæšæq, aus meinem Haus, er (ist) Dammæśæq (= Damaskus), Eliëser.“ Die Septuaginta übersetzt und interpretiert diesen Halbvers folgendermaßen: „Der Sohn aber der Masek, meiner Haussklavin, das ist Damaskos Eliezer.“
Eine Schwierigkeit des masoretischen Textes ist das unbekannte Wort hebräisch מֶשֶׁק mæšæq. Es wird versuchsweise mit einer Wurzel *MŠQ „Besitz“ in Verbindung gebracht. Mehrere antike Übersetzer scheinen an eine Person, die für Abrahams Besitz verantwortlich ist, zu denken:
- Targum Onkelos: „der für die Versorgung dessen, was in meinem Haus ist, zuständig ist“,
- Theodotion: „der meinem Haus vorsteht“,
- Vulgata: „der Sohn meines Hausverwalters“.

Auf eine andere Spur führt die Ableitung von der hebräischen Verbalwurzel š-q-h „zu trinken geben,“ die ebenfalls vertreten wird. Ugaritisch mišqu und akkadisch mašqû haben beide die Bedeutung „Trinkgefäß“. Der „Sohn von mæšæq, aus meinem Haus“ könnte dann, nach einem Vorschlag Otto Eißfeldts, der „Besitzer des Trinkpokals meines Hauses“, in übertragenem Sinne: „mein Erbe“ sein. Eine andere Vermutung geht dahin, dass Eliëser als „Sohn des Trankopfers“ bezeichnet wird, d. h. als die Person, die für die Libation, die Ahnenverehrung, zuständig sein wird.
„Er (ist) Dammæśæq (= Damaskus)“ wird heute meist als Glosse ausgeschieden, womit natürlich der Name Eliëser von Damaskus seine Berechtigung verliert. Auch der in der Genesis sonst ungebräuchliche Personenname Eliëser kann in der Exegese dekonstruiert werden. Horst Seebass nahm eine versehentliche Doppelschreibung des Buchstabens Alef (א) und eine Buchstabenvertauschung an und schlug vor, statt hebräisch הוא אלי עזר „er (ist) Eliëser“ hebräisch הוא לי זרע „er (wird) mir Nachkomme (sein)“ zu lesen.

### Abrahams Hausverwalter
In Gen 24,1–67  spielt Abrahams namenloser Hausverwalter die Hauptrolle. Das umfangreiche Kapitel kann als eine kleine Novelle betrachtet werden und ist die „freundlichste und anmutigste aller Vätergeschichten“ (Gerhard von Rad). Die Exposition führt den Leser an einen ungenannten Ort (vom Kontext her ist an Hebron zu denken), wo Abraham sich an seinem Lebensende seines Wohlstands erfreut. Ihm bleibt noch, vor seinem Tod die Verheiratung seines Sohnes und Erben Isaak zu regeln. Damit beauftragt er seinen Hausverwalter. Ihn verpflichtet er in einem altertümlichen Schwur auf folgendes:
- Isaak soll keine Kanaanäerin aus der Nachbarschaft heiraten.
- Der Hausverwalter soll sich in Nordsyrien, von wo Abraham einst aufgebrochen war, unter dessen Verwandtschaft nach einer Braut umsehen.
- Aber Isaak soll auf keinen Fall selbst nach Nordsyrien ziehen.
- Weigert sich die Braut, mit dem Hausverwalter die weite Reise zu Isaak nach Kanaan zu unternehmen, so ist der Hausverwalter von seinem Eid entbunden.

Mit einer Kamelkarawane und reichen Geschenken für die Brautfamilie bricht der Hausverwalter auf. Als er in Haran am oberen Euphrat anlangt, ist er am Ziel und lässt die Karawane des Abends an einem Brunnen rasten. Im Gebet wendet er sich an JHWH. Er bittet ihn, ihm unter den Mädchen, die zum Schöpfen an den Brunnen kommen werden, die geeignete Braut zu zeigen. Als eine Art Test ihrer Hilfsbereitschaft und physischen Leistungsfähigkeit soll die richtige Braut sich daran zu erkennen geben, dass sie nicht nur ihm als fremden Reisenden, sondern auch seinen Kamelen Wasser schöpft.
Schon naht sich Rebekka, die diesen Test mit Leichtigkeit besteht. Sie schöpft freiwillig für zehn Kamele Wasser und beweist damit eine sehr gute körperliche Kondition. Der Hausverwalter beschenkt sie mit Goldschmuck. Sie gibt sich als Tochter des Betuël zu erkennen, ist also aus Abrahams Verwandtschaft: die perfekte Braut. Sie lädt den Reisenden ein, bei ihrer Familie zu nächtigen, und eilt nach Hause, um ihrer Mutter von dem reichen Fremdling zu erzählen. Laban, ihr Bruder, ergreift nun für die Brautfamilie die Initiative und bittet den Gast ins Haus. Nachdem die Kamele versorgt sind, bevor man zum Essen schreitet, trägt der Hausverwalter sein Anliegen in wohlgesetzter Rede vor. Laban als Bruder und Betuël als Vater erkennen, dass hier göttliche Fügung am Werk ist und haben keine Einwände gegen Rebekkas Verheiratung mit Isaak.
Nun drängt der Hausverwalter gegen die gute Sitte auf eine schnelle Heimreise. Rebekka ist damit einverstanden, und so fügen ihre Angehörigen sich darein und verabschieden sie mit einem Segen. Die Rückreise geht glatt vonstatten, und Rebekka wird Isaaks Frau. Isaak führt Rebekka in sein Zelt und gewinnt sie lieb, da sie ihm die verstorbene Mutter ersetzt.

## Rezeptionsgeschichte

### Jüdische Leser

#### Rabbinische Literatur
Eliëser von Damaskus galt den Rabbinen in Spätantike und Frühmittelalter als Hausverwalter Abrahams und Brautwerber für Isaak. Dem Midrasch Bereschit Rabba zufolge sah Eliëser aus wie Abraham und war ebenso wie dieser ein Herr seiner Triebe. Als Kanaaniter war er nach Meinung der Rabbinen verflucht; da schien es ihm besser, Sklave Abrahams zu sein als von einem Äthiopier oder Berber in die Sklaverei geführt zu werden. Die Brautwerbung in Mesopotamien unternahm er gegen seine eigenen Interessen, denn er hatte selbst eine Tochter, von der er gehofft hatte, dass Isaak sie heiraten werde. Gen 24,31  kommentiert der Midrasch: Laban sprach zu ihm „Komm, Gesegneter des Ewigen, weil er ihn wegen seiner Ähnlichkeit für Abraham hielt. Rabbi Jose bar Dosa sagte: Elieser war ein Kanaaniter, weil er aber einem Frommen redlich (mit Treue) gedient hatte, kam er aus dem Fluche in den Segen.“
Nach Pirqe de Rabbi Eliezer wurde Eliëser von Damaskus für seine loyale Brautwerbung damit belohnt, dass er (unter dem Namen Og) König von Baschan wurde. In der Midrasch-Sammlung Pesiqta de-Rav Kahana findet sich die Deutung, dass die in Gen 14,14  erwähnten 318 Diener Abrahams mit der einen Person Eliëser gleichzusetzen seien, dessen Name den Zahlwert 318 hat. Der außerkanonische Talmud-Traktat Derech Erez Zuta rühmt Eliëser sogar nach, dass er wegen seiner Loyalität zu seinem Herrn lebendig ins Paradies aufgenommen worden sei.

#### Mittelalterliche Kommentare
Die mittelalterlichen jüdischen Exegeten interessierten sich besonders für die Frage, ob die Methode, mit der Eliëser von Damaskus die geeignete Braut auswählte, statthaft gewesen sei oder nicht. Maimonides sah darin ein unzulässiges Orakel, aber ihm wurde vielfach widersprochen: Abraham ben David von Posquières, Isaak Abrabanel und andere Kommentatoren betonten, dass Eliëser Rebekka mit dem freiwilligen Wasserschöpfen für die Kamele einem sinnvollen Eignungstest unterzogen habe.
Die kunstvolle Rede, mit der Eliëser sein Anliegen in der Brautfamilie vortrug, wurde von den Kommentatoren (unter anderem Raschi und Nachmanides) im Detail analysiert. Beispielsweise hatte Abraham strikt verboten, Isaak nach Mesopotamien zu bringen, wenn die Braut nicht zu ihm nach Kanaan reisen wollte. Diese für Rebekkas Familie kränkende Klausel seines Auftrags ließ Eliëser taktvoll aus.